# The Bugler of Algiers
The Bugler of Algiers er en amerikansk stumfilm fra 1916 af Rupert Julian.

## Medvirkende
- Ella Hall - Gabrielle
- Kingsley Benedict - Anatole Picard
- Rupert Julian - Pierre
- Harry Carter
- Charles K. French